# Шанпетье, Каролина
Каролина Шанпетье, также Каролин Шампетье (фр. Caroline Champetier, 16 июля 1954, Париж) — французский кинооператор.

## Биография
Закончила Государственную Высшую школу кинематографических исследований (фр. IDHEC). В нескольких фильмах первой половины 1980-х годов была ассистентом Вильяма Любчанского. Как самостоятельный оператор выступила в 1979, начинала с кинематографистами новой волны, впоследствии работала с крупными режиссёрами, представителями авторского кино нескольких поколений. Снимает как игровые, так и документальные ленты, работает на телевидении. В настоящее время — преподаватель фр. La Fémis.
Автор нескольких киносценариев, снималась как актриса (в том числе, у Нобухиро Сува). Сняла несколько фильмов в качестве режиссёра, один из них (Высокий прилив, 1999) получил Золотого лебедя на Кабурском фестивале фильмов о любви как лучший короткометражный фильм. В 2013 был показан её биографический телефильм Берта Моризо (режиссёр и оператор).
Первый муж — актёр и режиссёр Луи-До де Ланксен, дочь — актриса Алис де Ланкесен
.

## Избранные операторские работы
- 1980 — Les photos d’Alix (Жан Эсташ, короткометражный)
- 1981 — Северный мост / Le pont du Nord (Жак Риветт)
- 1982 — Слишком рано, слишком поздно/ Trop tôt, trop tard (Даниэль Юйе, Жан-Мари Штрауб)
- 1982 — Всю ночь/ Toute une nuit (Шанталь Акерман)
- 1984 — Классовое сознание/ Klassenverhältnisse (Даниэль Юйе, Жан-Мари Штрауб)
- 1986 — Чёрная серия/ Série noire — эпизод Величие и падение кинолавочки (Жан-Люк Годар)
- 1987 — Ария/ Aria — эпизод Армида (Годар)
- 1987 — Держись правой стороны/ Soigne ta droite (Годар)
- 1987 — L’amoureuse (Жак Дуайон)
- 1988 — Сила слова/ Puissance de la parole (Годар)
- 1988 — Банда четырёх/ La bande des quatre (Риветт)
- 1988 — On s’est tous défilé (Годар)
- 1989 — Пятнадцатилетняя девочка/ La fille de 15 ans (Жак Дуайон)
- 1990 — Последние часы тысячелетия/ Les dernières heures du millénaire (Седрик Кан)
- 1990 — Разочарованная/ La désenchantée (Бенуа Жако)
- 1991 — Я больше не слышу гитары/J’entends plus la guitare (Филипп Гаррель)
- 1991 — Благая весть Марии/ L’annonce faite à Marie (Ален Кюни)
- 1992 — Часовой/ La sentinelle (Арно Деплешен)
- 1993 — Дети играют в Россию/ Les enfants jouent à la Russie (Годар)
- 1993 — Hélas pour moi (Годар)
- 1995 — Одинокая девушка/ La fille seule (Бенуа Жако)
- 1996 — Понетта/ Ponette (Бенуа Жако)
- 1998 — Школа плоти/ L'école de la chair (Бенуа Жако)
- 1998 — Алиса и Мартен/ Alice et Martin (Андре Тешине)
- 1998 — Наизусть/ Par coeur (Бенуа Жако, документальный)
- 1999 — Ветер в ночи/ Le vent de la nuit (Филипп Гаррель)
- 2001 — Собибор, 14 октября 1943 года, четыре часа дня/ Sobibór, 14 octobre 1943, 16 heures (Клод Ланцман, документальный)
- 2001 — Carrément à l’Ouest (Жак Дуайон)
- 2003 — Опасные связи (Жозе Дайян, телевизионный)
- 2004 — До скорого!/ À tout de suite (Бенуа Жако)
- 2004 — Земля обетованная/ Promised Land (Амос Гитай)
- 2004 — Принцесса Мари/ Princesse Marie (Бенуа Жако, телевизионный фильм)
- 2005 — Безупречная пара/ Un couple parfait (Нобухиро Сува)
- 2006 — Неприкасаемый/ L’intouchable (Бенуа Жако)
- 2007 — Адвокат террора/ L’avocat de la terreur (Барбет Шрёдер, документальный)
- 2007 — Любимая/ L’aimée (Арно Деплешен, документальный)
- 2008 — Потом ты поймешь/ Plus tard tu comprendras (Амос Гитай)
- 2008 — Нанайо/ Nanayomachi (Наоми Кавасе)
- 2008 — Вилла Амалия/ Villa Amalia (Бенуа Жако)
- 2008 — Токио!/Tokyo! (эпизод «Дерьмо», Лео Каракс)
- 2010 — Брак втроем/ Le mariage à trois (Жак Дуайон)
- 2010 — Люди и боги/ Des hommes et des dieux (Ксавье Бовуа; премия Сезар за лучшую операторскую работу)
- 2011 — Спорт для девушек/ Sport de filles (Патрисия Мазюи)
- 2012 — Корпорация «Святые моторы» / Holly Motors (Лео Каракс)
- 2012 — Ханна Арендт (Маргарет фон Тротта)
- 2013 — Последний из неправедных/ Le Dernier des injustes (Клод Ланцман)
- 2014 — La Rançon de la gloire (Ксавье Бовуа)
- 2016 — Непорочные (Анн Фонтен)
- 2017 — Хранительницы (Ксавье Бовуа)

## Признание
Большая национальная премия (1998). Президент Ассоциации кинооператоров Франции (2009).